# Yovogan
Le yovogan (ou yovoghan, yévogan) est un haut dignitaire du royaume du Dahomey (au sud-ouest de l'actuel Bénin), chargé de la supervision du commerce à Ouidah – dont celui des esclaves – et des relations avec les négociants européens.
En fong-gbe, yovo signifie « le Blanc », « l'Européen » et gan désigne « le chef ». Le yovogan serait donc le « chef des Blancs », néanmoins ce poste était toujours occupé par un « natif ».
Le premier d'entre eux fut nommé par le roi Agadja, probablement au cours de l'année 1733, après la conquête du royaume houéda de Sahè en 1727. Ce yovogan et ses successeurs jouèrent un rôle important dans les domaines politique, diplomatique, judiciaire, économique et militaire, jusqu'à la fin du XIXe siècle.
Cependant plusieurs furent révoqués, voire décapités, notamment par le roi Tegbessou, le successeur d'Agadja.